# Thomas Chideu
Thomas Chideu (Harare, 30 de octubre de 1996) es un futbolista zimbabuense que juega en la demarcación de delantero para el Yadah Stars FC de la Liga Premier de Zimbabue.

## Selección nacional
Hizo su debut con la selección de fútbol de Zimbabue el 21 de junio de 2015 en un encuentro de clasificación para el Campeonato Africano de Naciones de 2016 contra Comoras que finalizó con un resultado de 2-0 a favor del combinado zimbabuense tras los goles de Evans Rusike y Marshal Mudehwe.

## Clubes
Actualizado al último partido disputado el 5 de julio de 2025.
| Club                 | País       | Año       | Partidos | Goles |
| -------------------- | ---------- | --------- | -------- | ----- |
| Highlanders FC       | Zimbabue   | 2014-2015 |          |       |
| Cape Town Spurs FC   | Sudáfrica  | 2015-2017 | 2        | 0     |
| Golden Arrows        | Sudáfrica  | 2017-2018 | 7        | 2     |
| FC Platinum          | Zimbabue   | 2018      | 10       | 0     |
| Bulawayo Chiefs FC   | Zimbabue   | 2019-2020 | 1        | 1     |
| Harare City FC       | Zimbabue   | 2020-2021 |          |       |
| Forest Rangers FC    | Zambia     | 2021-2022 | 31       | 10    |
| Power Dynamos FC     | Zambia     | 2022-2024 | 11       | 4     |
| Ferroviário da Beira | Mozambique | 2024-2025 | 4        | 0     |
| Yadah Stars FC       | Zimbabue   | 2025-     | 9        | 0     |